# Мехмед Бурханеддин-эфенди
Шехзаде́ Мехме́д Бурханедди́н-эфе́нди (тур. Mehmed Burhaneddin Efendi; 19 декабря 1885 года, Константинополь — 5 июня 1949 года, Нью-Йорк) — сын османского султана Абдул-Хамида II и его жены Мезиде Кадын-эфенди.

## Биография
Мехмед Бурханеддин родился 19 декабря 1885 года во дворце Йылдыз в столице Османской империи Стамбуле и был единственным ребёнком султана Абдул-Хамида II от Мезиде Кадын-эфенди, на момент рождения сына носившей титул четвёртой или пятой жены. Мать мальчика происходила из знатной абхазской семьи: родителями Мезиде были князь Каймат Миканба и его жена Ферьял Маршан. В общей сложности шехзаде стал четвёртым сыном и седьмым ребёнком из семнадцати детей султана. Он был назван в честь своего дяди, Мехмеда Бурханеддина (1849—1876).
18 июня 1893 года, в возрасте семи лет, ему было присвоено звание капитан-лейтенанта. 29 июля 1918 года ему было присвоено звание капитана.
Мать Мехмеда Бурханеддина мечтала, что именно её сын станет наследником престола, несмотря на то, что он был лишь четвёртым сыном султана, а сам принцип престолонаследия предусматривал восшествие на престол старшего мужчины в династии, а не старшего сына правящего султана. Мехмед Бурханеддин был любимым сыном Абдул-Хамида II, и именно он сопровождал царственного отца, когда в 1905 году на того было совершено покушение во время пятничной молитвы в мечети Йылдыз Хамидие.
Когда Албания провозгласила свою независимость 29 июля 1913 года, ему был предложен албанский престол, но он отказался. В октябре 1915 года он посетил Вену и оставался там в отеле «Бристоль» до конца 1921 года. В 1921 году ему также предложили трон Ирака, но англичане воспротивились этому решению. Затем Бурханеддин и его семья поселились в Швейцарии. В 1930 году Бурханеддин переехал в Нью-Йорк. Там, как сотрудник крупной нефтяной компании, он получал зарплату в размере 2000 долларов США в месяц. В отличие от своих родственников, у него не было финансовых трудностей.
Он хорошо играл на виолончели и фортепиано, а также был хорошим художником.
Когда в 1949 году Бурханеддин умер, его хотели доставить в Стамбул для похорон, но по указанию правительства им не дали высадиться в Турции. Тело шехзаде было доставлено в Дамаск, где и было захоронено.

## Семья
Мехмед Бурханеддин был женат дважды и имел двух сыновей:
- Хидает Ханым-эфенди[7] (1891—1946[6]) — старшая сестра придворной дамы Лейлы Ачба[тур.], при рождении носила имя Нурбану[7]; брак был заключён 15 июля 1907 года[8] или же в 1908 году[1] в одном из особняков, находившихся на территории дворца Йылдыз[9]. Предположительно в период между 1915 и 1919 годами супруги развелись[6]. Несмотря на развод, Хидает была выслана из страны в 1924 году вместе с другими членами Династии[10].
  - Мехмед Фахреддин-эфенди (26 ноября 1911 — 13 июля 1968), в 1933 году женился на Екатерине Пападопулос (1914—1945). Детей в браке не было.
- Назлиар Ханым-эфенди[8] / Алие Ханым-эфенди (родилась 13 октября 1892[1]) — дочь черкесского бея Хусейна[8]; брак был заключён 7 июня[1] 1909 году[8]. Супруги развелись 19 ноября[11] 1919 году[6]. 2 апреля 1920 года Алие вышла замуж за Мехмета Джавид-бея[11].
  - Эртогрул Осман-эфенди (18 августа 1912 — 23 сентября 2009), с 1947 года, был женат на Гульде Тверской (1915—1985), а с 1991 года на Зейнеп Тарзи (род. 1940). Оба брака бездетны.